# Глибочиця (річка)
Глибо́чиця — річка в Києві, починалася на Лук'янівці, впадала в Почайну, тепер у колекторі.
Як річка відома з часів Київської Руси, протікала по території сучасної вулиці Глибочицької, між вулицями Верхній і Нижній Вал. Поблизу Житнього ринку до неї впадав струмок Киянка, що витікав з місцевості Кожум'яки. Первісно Глибочиця мала густу мережу прилеглих до неї струмків (Юрковиця, Турець та інші) та ярів, згодом засипаних під час заселення. Наприкінці XVIII століття старе русло нижньої течії Глибочиці було випрямлено, обваловано задля захисту довколишньої забудови від повені (звідси — назви вулиць Верхній і Нижній Вал), одержало найменування Канава, Канал або Помийник, оскільки сюди викидалися відходи гончарного, дігтярного і кожум'яцького виробництв. Канаву взято в колектор у 70-х роках XIX століття, верхню течію Глибочиці — у 1-й половині XX століття.

## Галерея

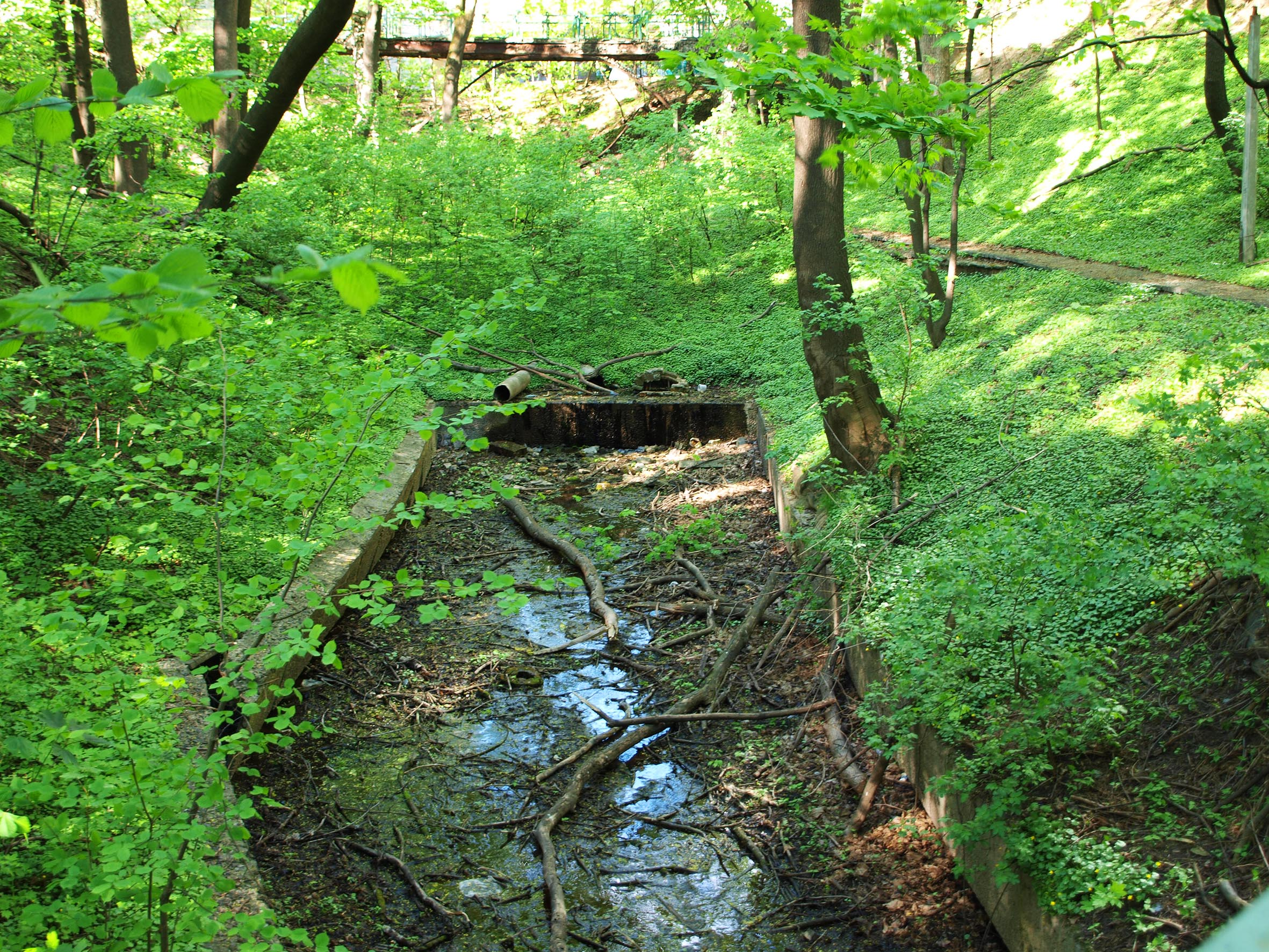
Витік річки Глибочиця у парку на Лук'янівці
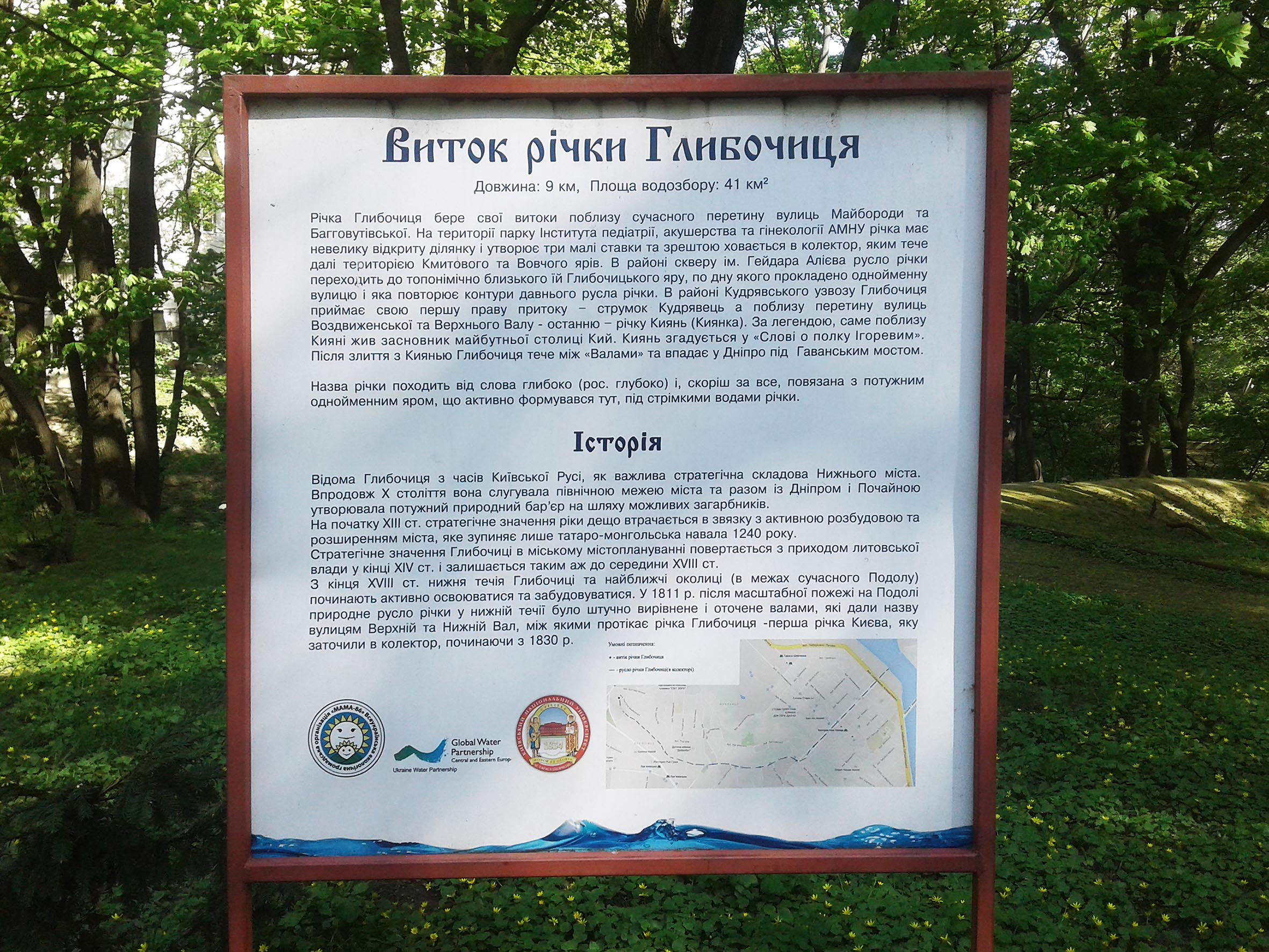
Інформація біля витоку Глибочиці